# Polissena di San Macario
Polissena di San Macario, död 1571, var en kvinna som brändes levande på bål för häxeri i Lucca i Italien. 
Polissena led av epilepsi, vilket var väl känt. Hon hade drabbats av en attack och fallit bakåt i en säng, där hon "blivit liggande som en död". Man hade då gett henne luktsalt och vinäger för att få henne att vakna upp, vilket man gjort tidigare, och då detta inte fungerade till och med bränt lite tyg under hennes näsa. Polissena " ...öppnade därefter ögonen och började framkalla ett läte genom att tjuta mycket högt och vränga ut och in på ögonen, så att alla flydde därifrån och lämnade henne ensam, ty man misstänte att hon var en häxa..." Morgonen därpå hade hon sagt dem att de inte skulle störa henne då hon föll omkull, "...för ni gör mig mer ont än gott", och tillade att hon fallit omkull av fallandesjuka (epilepsi). 
Hon hade då anmälts och arresterats för häxeri och under tortyr sagt sig ha efterträtt sin moster som häxa ett år efter dennas död, då hon kallats av en röst, smort in sig med en salva "...och när jag hade förvandlats till en katt gick jag nedför trappan och ut genom porten varvid jag lämnade kvar kroppen..." Detta fenomen beskrivs också av en av hennes medanklagade, Margherita di San Rocco: " Detta kringvandrande jag gjorde, gjorde jag inte själv utan med anden eftersom jag lämnade kroppen hemma", och hon tillägger, att om kroppen faller framstupa då de lämnat den, kunde de inte komma tillbaka innan gryningen utan dö och kvarbli i katten.
Detta påminner om det fenomen som nu kallas astralprojektion, och det var en mycket allvarlig sak för kyrkan, då den kristna doktrinen fastställde att själ och kropp var förenade fram till dödsögonblicket. Samma sak praktiserades också av benandanti, som också ofta blev anklagade för häxeri. detta fenomen var mycket illa sett av kyrkan och sågs som kätteri. Både Polissena och Margherita dömdes som skyldiga till häxeri och dömdes att brännas levande på bål.  